# (32761) 1981 ED31
1981 ED31 (asteroide 32761) é um asteroide da cintura principal. Possui uma excentricidade de 0.11390810 e uma inclinação de 3.15193º.
Este asteroide foi descoberto no dia 2 de março de 1981 por Schelte J. Bus em Siding Spring.